# Пшедзень
Пшедзень (пол. Przedzeń) — село в Польщі, у гміні Гміна Цекув-Кольонія Каліського повіту Великопольського воєводства.
Населення — 127 осіб (2011).
У 1975-1998 роках село належало до Каліського воєводства.

## Демографія
Демографічна структура станом на 31 березня 2011 року:
|          | Загалом | Допрацездатний вік | Працездатний вік | Постпрацездатний вік |
| -------- | ------- | ------------------ | ---------------- | -------------------- |
| Чоловіки | 61      | 6                  | 46               | 9                    |
| Жінки    | 66      | 14                 | 34               | 18                   |
| Разом    | 127     | 20                 | 80               | 27                   |